# Bel Pesce
Isabel "Bel" Pesce Mattos (São Paulo, 20 de fevereiro de 1988), é uma palestrante e empresária brasileira. Conhecida pelo epípeto "menina do vale".

## Histórico
Aos 17 anos, ingressou no MIT (Massachusetts Institute of Technology), onde, por meio de programas de estágios, participou de projetos em empresas como Microsoft e Google. Pesce passou a divulgar seus conhecimentos através de palestras sobre empreendedorismo e também por meio de seus livros como A Menina do Vale e A Menina do Vale 2. Ela presta serviços de consultoria em startups como a “Faz Inova”, e em 2011 integrou a equipe que recentemente havia fundado a Lemon Wallet, uma startup baseada em planejamento financeiro. Ela deixou a empresa em fevereiro de 2013.
Em um vídeo que circula na internet, Bel Pesce diz que vendeu uma de suas empresas por 50 milhões de dólares. Entretanto, um dos donos, Wences Casares, relata que a empresa Lemon Wallet foi vendida em dezembro de 2013, após a saída de Bel. O valor da transação foi de 42,6 milhões de dólares.
No segundo semestre de 2016, Pesce, juntamente com Léo Young e Zé Soares, fundou uma hamburgueria intitulada "Zebeléo" por meio de uma campanha de crowdfunding na plataforma Kickante. As críticas giraram em torno do alto valor das contribuições e também pelo fato de as mesmas não gerarem nenhum tipo de participação no negócio. Também foi questionada quanto ao porquê de recorrer ao crowdfunding se havia vendido uma empresa por US$ 50 milhões. Diante das críticas, o projeto da hamburgueria foi cancelado e o valor arrecadado até então foi devolvido. A empreendedora já havia feito campanhas de crowdfunding anteriores, sendo que uma delas atingiu o recorde de arrecadação até então, no valor de R$ 889.410,37.

## Autenticidade do currículo
Após essas polêmicas, várias dúvidas começaram a surgir em relação a veracidade das informações prestadas por ela. Em sua página, Pesce alega possuir 5 formações no MIT (Engenharia Elétrica, Ciência da Computação, Administração, Economia e Matemática). No entanto, três desses diplomas foram questionados. Também foi divulgado que as suas passagens pela Microsoft e Google constituíam apenas “curtos estágios facilitados por um programa do MIT que envia estudantes para trabalhar em grandes empresas” sem grande importância. Esses sites criticaram também o conteúdo de suas palestras sobre empreendedorismo, as quais descreveram como “palestras de autoajuda vazia" ou "empreendedorismo de palco", afirmando que ela inflacionava o seu currículo para poder atrair investidores e fãs. Posteriormente, ela apresentou alguns documentos que mostraram que o currículo dela realmente não condizia com o que ela afirmava em entrevistas. Um dos principais expositores das controvérsias de Bel Pesce foi o influenciador digital brasileiro Izzy Nobre, que organizou as descobertas de todas as investigações no seu site, "Hoje é um Bom Dia". 

## Reconhecimento
Em dezembro de 2015, foi eleita uma das 100 mulheres mais influentes do mundo pela BBC.

## Obras
Livros
| Romances publicados | Romances publicados                                                          |
| Ano                 | Título original                                                              |
| ------------------- | ---------------------------------------------------------------------------- |
| 2015                | A Sua Melhor Versão Te Leva Além                                             |
| 2015                | Aventuras de Bel Pesce                                                       |
| 2014                | A Menina do vale 2                                                           |
| 2013                | Procuram-se super-heróis : multiplique seus poderes e desenvolva habilidades |
| 2012                | A Menina do Vale: Como o Empreendedorismo pode mudar sua vida                |